# الخرمان
قرية الخرمان هي إحدى القرى التابعة لمركز أطفيح في محافظة الجيزة في جمهورية مصر العربية. حسب إحصاءات سنة 2006، بلغ إجمالي السكان في الخرمان 8720 نسمة، منهم 4455 رجل و4265 امرأة.